# Кочетов, Валентин Васильевич

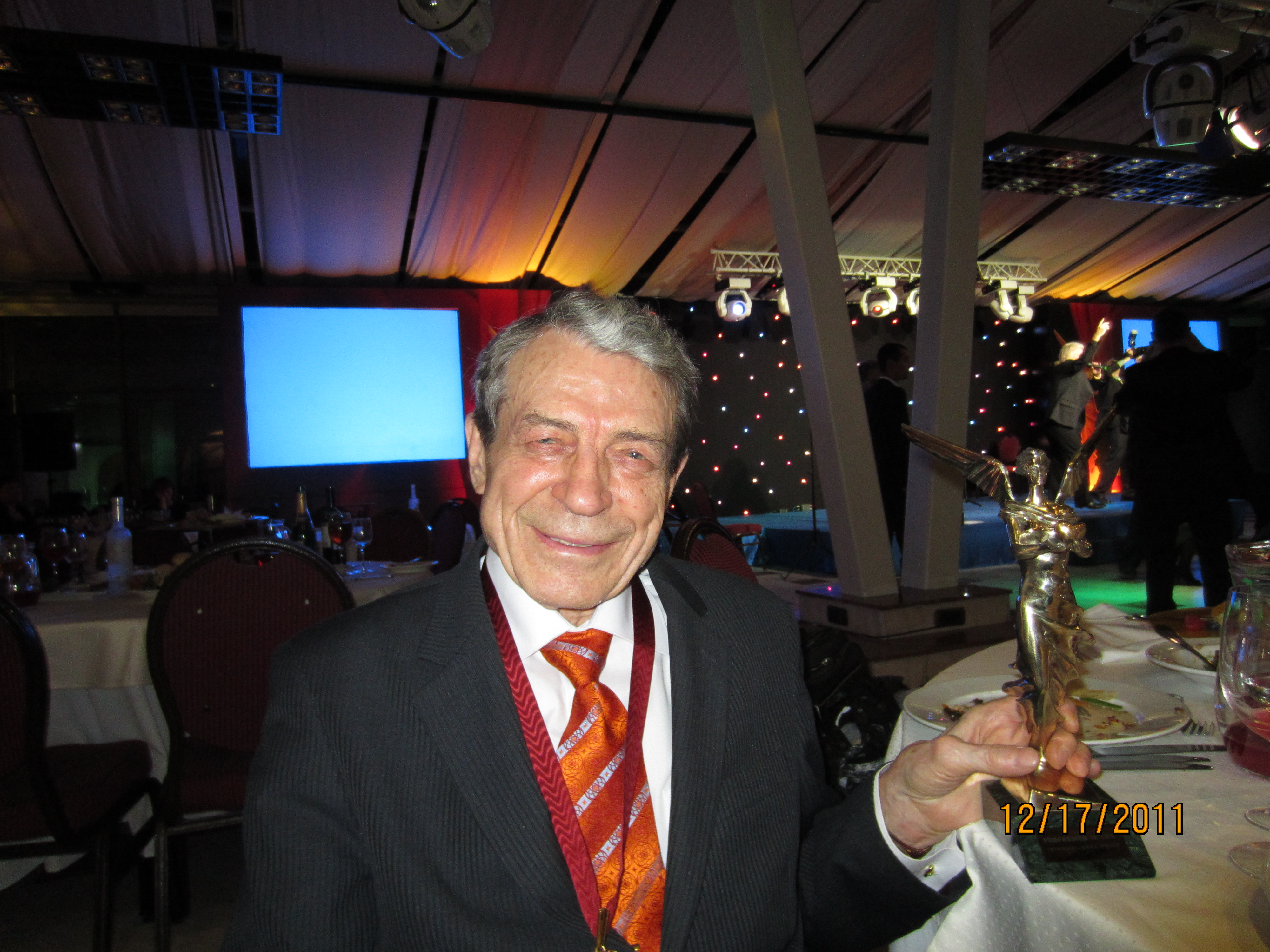

Валенти́н Васи́льевич Ко́четов (род. 21 апреля 1931) — советский и российский учёный, профессор, доктор технических наук (2007). Действительный член Международной академии информатизации (1999), Российской академии естественных наук (2000), Международной академии авторов научных открытий и изобретений (2003), действительный член Российской Академии Естествознания (Международной ассоциации учёных, преподавателей и специалистов) с мая 2021 г. Почетный член Русского научного клуба и член его Независимого экспертного совета (2012). Лауреат Международной премии «Профессия — Жизнь». Участник IV Всемирного конгресса глобальной цивилизации, почетный участник Международного экологического движения «ЖИВАЯ ПЛАНЕТА», участник Конгресса работников образования, науки, культуры и техники и Московского экономического форума.

## Биография
Родился 21 апреля 1931 года городе Скопин Рязанской области.
В 1959 году окончил Скопинский горный техникум по специальности «Промышленное и гражданское строительство», в 1955 году — Московский горный институт по специальности «Строительство горных предприятий». В 1963 году стал кандидатом, а в 2007 году — доктором технических наук; в 2008 году получил звание профессора.

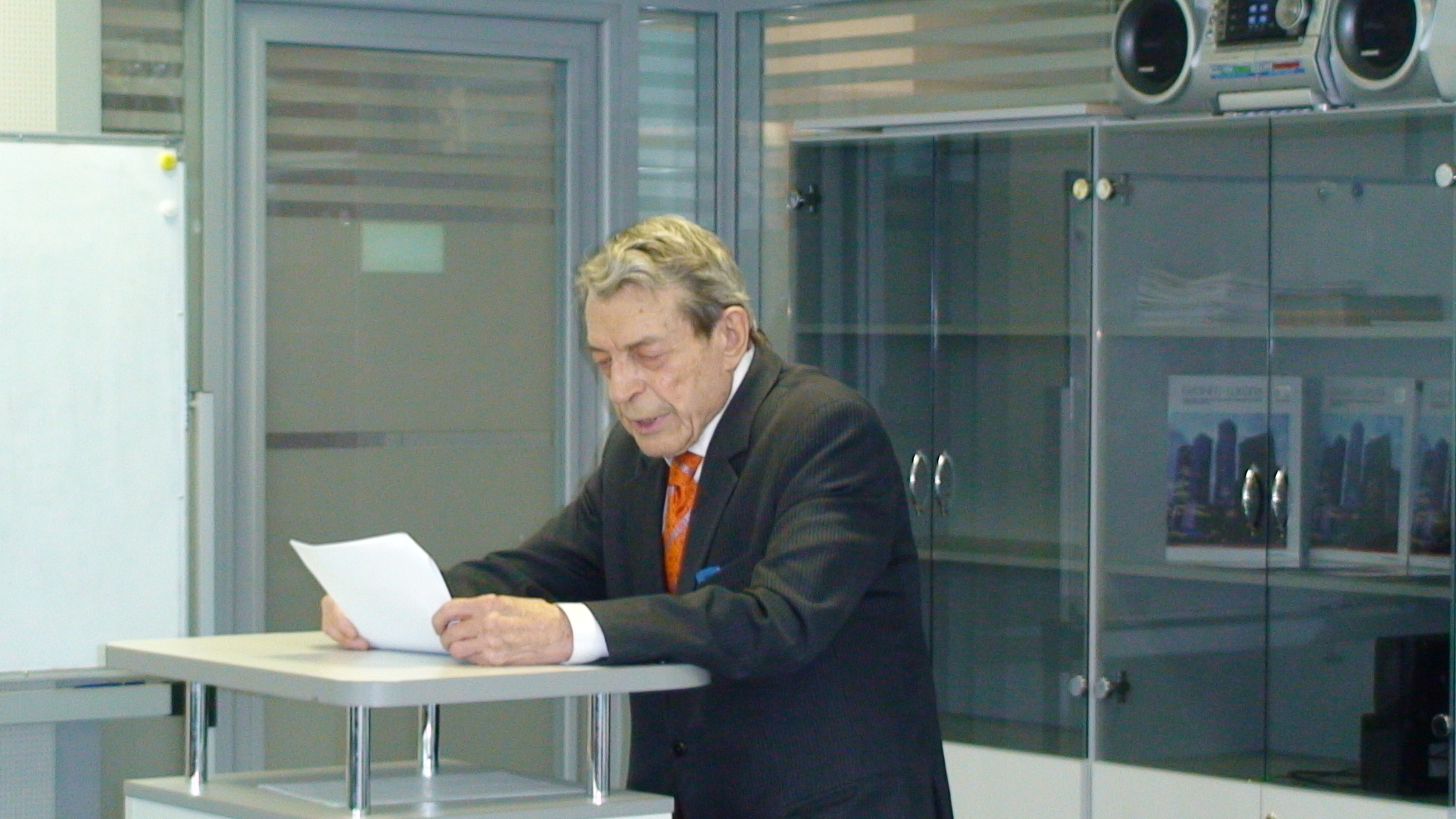

С 1950 г. работал в проектных и научно-исследовательских и конструкторских институтах горной, машиностроительной и других отраслей промышленности. С 1953 по 2010 гг. выполнил более 240 научно-технических работ по подземному строительству, информатике, машиностроению, стандартизации, экономике и философии. Опубликовано более 150 работ и семь изобретений (в том числе три именных) по горным машинам и технологии безлюдной погрузки породы и проходки стволов шахт и рудников.
По книге «Погрузка породы при проходке стволов» (1968) внедрена безлюдная погрузка при проходке стволов в трех угольных и трех рудных бассейнах СССР. Награждён бронзовой, серебряной и золотой медалями ВДНХ и РАЕН.
На основе одной из его статей в 1986 г. XXVII съездом КПСС внедрены «Основные направления экономического и социального развития СССР на 1986—1990 годы и на период до 2000 года», которые были использованы в промышленности при разработке техники гарантированной эффективности и конкурентоспособности.

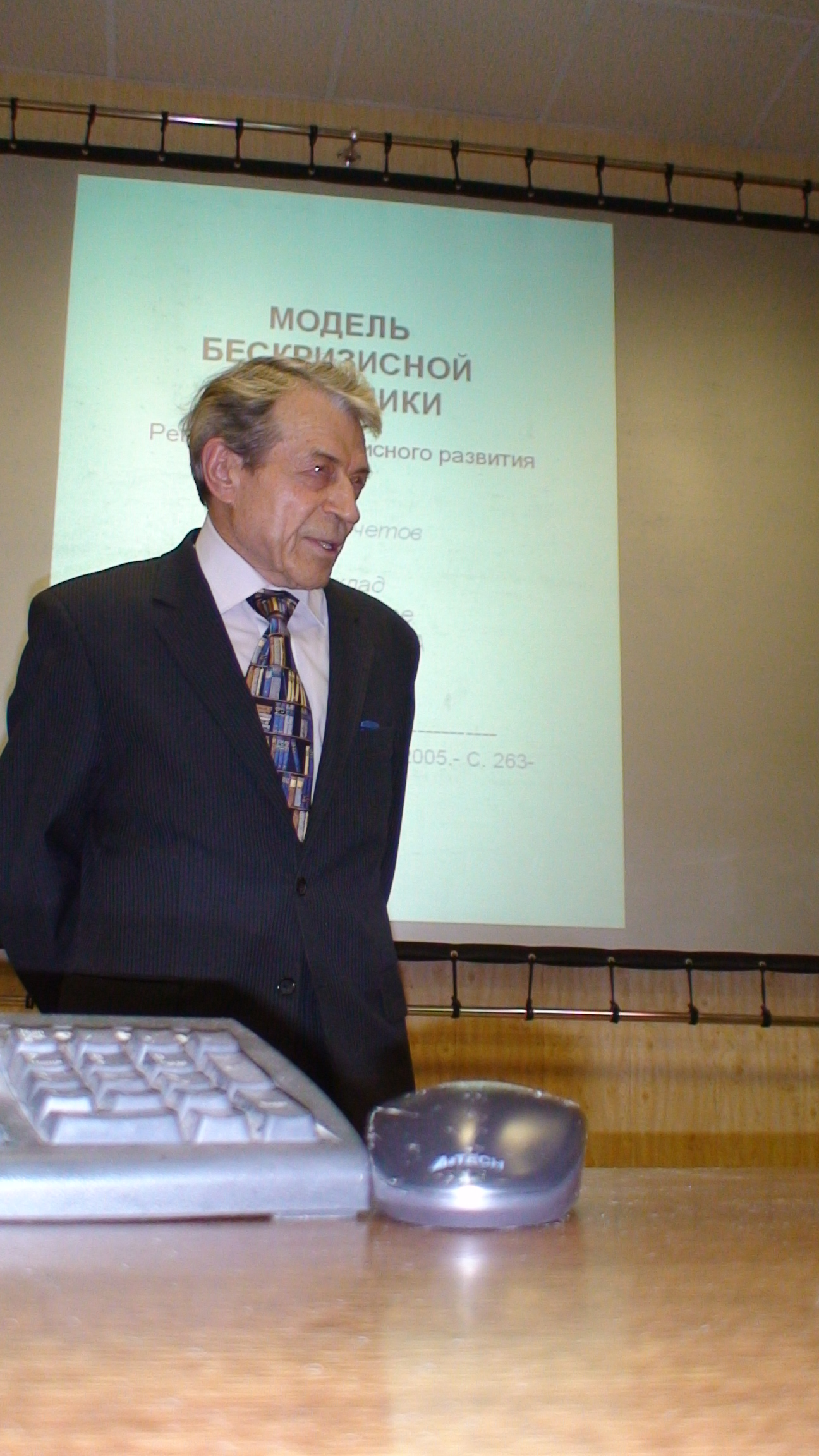

Автор научно-технического направления — нормативного проектирования конкурентной техники, а также новой научной и учебной дисциплины «Инженерная экономика», читаемой в Московском государственном техническом университете (МГТУ) им. Н. Э. Баумана и других вузах России.
Автор научного открытия «Закономерная связь социально-экономических и технических параметров производства (технологическая функция Кочетова)»Технологическая функция Кочетова (диплом № 41-S) и Системы технико-экономических расчетов эффективности развития производства и качества продукции (СТЭР, международный сертификат-лицензия № 00086, 1996).
Многочисленные работы автора основаны на одном источнике, которым является открытие «Закономерная связь социально-экономических и технических параметров производства (технологическая функция Кочетова)».

## Награды и признание
- Медаль ВДНХ (за достижения в народном хозяйстве)

- Медаль «Ветеран труда» (СССР)
- Медаль в честь 10-летия РАЕН

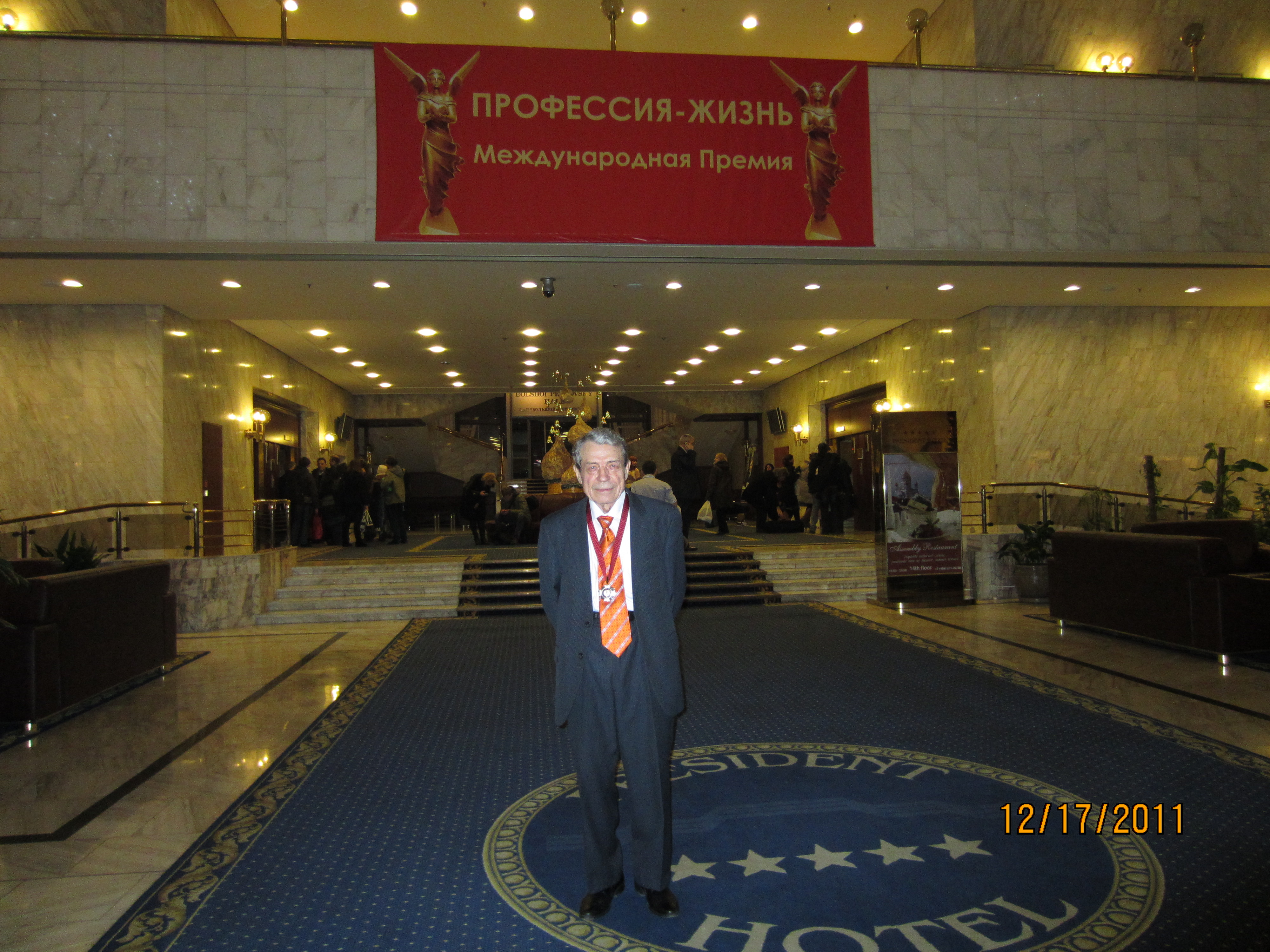

- Медаль «50 лет космонавтики» Ю. А. Гагарина
- Медаль «60 лет космонавтики» Ю. А. Гагарина
- Орден «ЧЕСТЬ ДОБЛЕСТЬ СОЗИДАНИЕ МИЛОСЕРДИЕ» Международной премии
- Золотая Медаль «Александр Великий (Македонский)» Международной книжной выставки на конференции в Лондоне за монографию «Теория социальной экономики»
- Золотая медаль лауреата Нобелевской премии П. Л. Капицы  (автору научного открытия)
- Орден «Профессия — Жизнь» (за выдающийся вклад в развитие теории социальной экономики)
- Большая золотая статуэтка  «Доброе сердце» за выдающийся вклад в развитие теории социальной экономики
- Орден I степени «За вклад в науку»

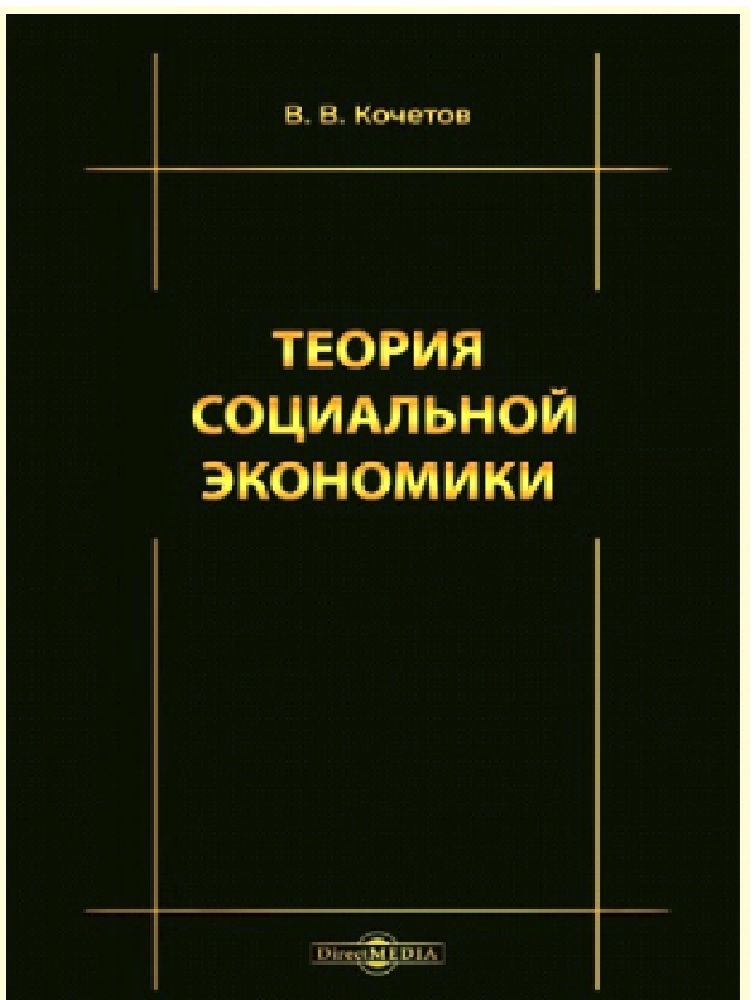

- «Кто есть Кто» без границ в Интернете
- «Кто есть кто медицине» в журнале
- «Who is Who» в России
- Медаль «Леонардо да Винчи»

Издание "Теория социальной экономики" (Кочетов В. В.) отмечено наградой: ОРДЕНОМ «АЛЕКСАНДР ВЕЛИКИЙ» С УДОСТОВЕРЕНИЕМ ЛАУРЕАТА. Монография предназначена для руководителей высших органов государственного управления, политиков, социологов, экономистов и технических специалистов, организации производства и другой хозяйственной деятельности, а также научных работников.

## Семья
Мать  Прасковья Акимовна Кочетова (дев. Агапкина, октябрь 1899 — 13.05.1984) — учительница начальных классов средней школы в Скопине.
Отец — Василий Игнатьевич Кочетов (07.08.1897 — 09.01.1962) — техник-торфмейстер, инспектор разработки торфяных месторождений Скопинского района Рязанской области.
Братья:
Кочетов Анатолий Васильевич (28.05.1932) — инженер-строитель, главный инженер г. Сыктывкар, Р. Коми.
Кочетов Владимир Васильевич
Первая жена — Кочетова (дев. Чернова, во втором браке Зайцева) Лидия Борисовна (14.04.1932 — 11.07.2010) - преподаватель физики в Московском радиотехническом техникуме имени А. А. Расплетина, с 1968 г. работала за границей.
Вторая жена — Кочетова (дев.) Ангелина Ивановна (?—2009).
Дочь от первого брака — Терехова Елена Валентиновна (29.01.1952), внук — Терехов Евгений Владимирович (27.12.1980).
Сын от второго брака — Кочетов Александр Валентинович (24.11.1967), внук — Кочетов Максим Александрович (2008).